# Iglesia de San Torlak (Reyðarfirði)

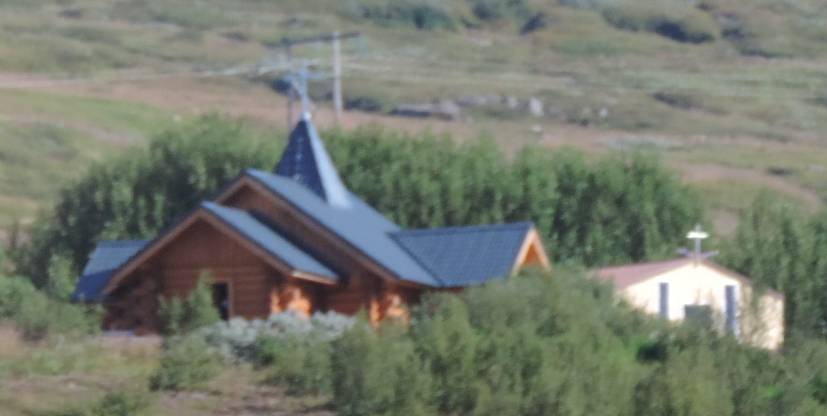
Iglesia de San Torlak (Reyðarfirði)

La Iglesia de San Torlak (en islandés: Kirkja St. Þorlák) es el nombre que recibe un edificio religioso que está afiliado a la Iglesia católica y se encuentra ubicado en  Kapúsínaklaustrið á Kollaleiru,  en la localidad de Reyðarfirði, Austurland (región este) en el país europeo de Islandia.
El templo sigue el rito romano o latino y depende de la diócesis católica de Reikiavík (Dioecesis Reykiavikensis) con sede en la capital de Islandia.
Fue dedicada a Torlak Torhallsson conocido en la iglesia como San Torlak (St. Þorlák) un religioso católico islandés quién fundo el primer monasterio agustino en Islandia. Sus reliquías en la iglesia de Skálholt fueron saqueadas durante la reforma protestante.
Su santidad fue reconocida casi 800 años después de su muerte en 1984 por el Papa Juan Pablo II.